# Großelternzeit
Die Großelternzeit ist ein unter bestimmten Bedingungen anwendbarer Rechtsanspruch von Großeltern auf Arbeitsfreistellung zur Betreuung ihrer Enkel (§ 15 Bundeselterngeldgesetz). Großeltern haben seit dem 1. Januar 2009 einen gesetzlichen Anspruch auf eine Freistellung von bis zu drei Jahren, wenn ein Elternteil minderjährig ist und die Schule besucht oder eine Ausbildung macht, sofern der Enkel im Haushalt der Großeltern lebt. Die Großeltern erhalten keinen finanziellen Ausgleich für ihren Verdienstausfall. Stattdessen steht das Elterngeld auch bei einer Betreuung durch die Großeltern den Eltern zu. Die Großelternzeit soll Jugendlichen helfen, auch im Falle einer Teenager-Schwangerschaft ihre Erstausbildung zu beenden.
Zuvor konnte ein Anspruch auf Elternzeit und Elterngeld in Härtefällen durch Verwandte bis zum dritten Grad sowie deren Ehegatten geltend gemacht werden, wenn die Eltern ihr Kind wegen Krankheit, Schwerbehinderung oder Tod nicht betreuen konnten.
Laut einem im Stern erschienenen Artikel geht die Einbeziehung der Großeltern in die berufliche Elternzeit auf eine Initiative der Familienpolitikerin Nicolette Kressl (SPD) zurück.
Beim Erziehungsgeld, das Ende 2006 auslief, gab es eine vergleichbare Regelung, die Großeltern in bestimmten Fällen nicht nur Anspruch auf die Elternzeit gab, sondern auch auf das Erziehungsgeld.

## Politische Reaktionen
Teile der CSU und der FDP hatten den Vorschlag abgelehnt.
Das Zukunftsforum Familie e.V. hatte den Vorschlag begrüßt, aber einen Anspruch auf Elterngeld auch für Großeltern, die ihre Enkel betreuen, gefordert. Der Verein forderte auch eine flexiblere Möglichkeit für Eltern, sich während der Elternzeit die Familienarbeit und Erwerbsarbeit partnerschaftlich zu teilen.
Die Senioren-Union hatte ebenfalls den Vorschlag begrüßt, der eine von der Senioren-Union und Experten des niedersächsischen Sozialministeriums entwickelte Idee aufgegriffen habe, wenn auch die Idee nicht zur Gänze umgesetzt sei. Der Vorschlag der Senioren-Union hatte vorgesehen, dass berufstätige Großeltern ihre Erwerbstätigkeit für maximal zwölf Monate unterbrechen können sollen, um Enkelkinder zu erziehen. Die Auszeit sollte alternativ zur Elternzeit oder in Kombination mit ihr genommen werden können und den gleichen finanziellen und rechtlichen Rahmenbedingungen unterliegen wie die Elternzeit. Eine Verteilung der zwölf Monate auf einzelne Zeitblöcke sollte möglich sein, um die großelterliche Auszeit den Erfordernissen der Eltern anpassen zu können. Die Senioren-Union stufte den Vorstoß der Bundesregierung für eine Großelternzeit als einen Schritt in die richtige Richtung ein.
Nach einem Gesetzentwurf von Kristina Schröder (CDU) sollten alle Großeltern, sofern sie nicht in einem Betrieb mit weniger als 16 Beschäftigten arbeiten, einen Rechtsanspruch auf eine berufliche Freistellung und Kündigungsschutz haben. Im April 2013 lehnte der Koalitionspartner, die FDP, diesen Gesetzesentwurf ab.

## Situation in anderen Ländern
In Schweden hat eine jegliche von den Eltern beauftragte Person Anspruch auf Freistellung von der Arbeit zur Betreuung der Kinder bei bestimmten Anlässen, bei Krankheit eines Kindes, Arztbesuchen, Einschulungen oder ähnlichen Situationen, bei Anspruch auf ein zeitweiliges Elterngeld in Höhe von 80 % des Einkommens für bis zu 120 Tage pro Jahr und Kind.
Siehe hierzu auch: Vereinbarkeit von Familie und Beruf in Schweden